# Эрнрот, Казимир Густавович
Казимир (Юхан-Казимир) Густавович Э́рнрот (швед. Johan Casimir Ehrnrooth, 1833—1913) — русский и болгарский военачальник и государственный деятель.

## Биография
Родился в 1833 году в имении Сееста в Финляндии, происходил из дворянского рода шведского происхождения, начальное образование получил в Финляндском кадетском корпусе, лютеранин.
8 августа 1850 года произведён в первый офицерский чин, служил в лейб-гвардии Уланском Её Величества полку. В 1855 году окончил Николаевскую военную академию и по выпуске причислен к Генеральному штабу. В 1856 году произведён в майоры и переведён в Курский пехотный полк, с которым был направлен служить на Кавказ, где находился до 1860 года; в 1858 году был ранен и за отличие против горцев награждён орденами: св. Анны 3-й степени с мечами (1858 г.), св. Станислава 2-й степени с мечами (1859 г.) и св. Владимира 4-й степени с мечами и бантом (1859 г.) и золотой шашкой с надписью «За храбрость» (1859 г.).
С 1859 года находился при Генеральном штабе, с 1861 года служил в Польше и был начальником штаба 6-й пехотной дивизии, в том же году ему была пожалована императорская корона к ордену св. Станислава 2-й степени. С 1863 по 1866 год командовал Витебским пехотным полком. За участие в подавлении польского восстания 1863 года «в воздаяние отличного мужества и храбрости» 27 сентября 1863 года был награждён орденом св. Анны 2-й степени с мечами 2-й степени, а в 1864 году — орденом св. Владимира 3-й степени с мечами. 
30 августа 1868 года произведён в генерал-майоры, а затем назначен помощником начальника 17-й пехотной дивизии. В 1874 году награждён орденом св. Станислава 1-й степени.
В качестве командующего 11-й пехотной дивизии (назначен в 1876 г.) принимал участие в русско-турецкой войне 1877—1878 гг., 22 октября 1877 года произведён в генерал-лейтенанты с утверждением в должности начальника дивизии.
После войны в 1880 году был временно уволен из рядов русской армии и тем же чином перешёл на болгарскую службу. В Болгарии стал советником князя Александра Баттенберга. Помог последнему отменить действие Тырновской конституции 1879 года, которую он обязался соблюдать при избрании его на престол народным собранием.
В 1880 году Эрнрот был назначен военным министром Болгарии. С 9 мая по 13 июля 1881 года исполнял обязанности министра-председателя (премьер-министра) и министра иностранных дел Болгарии. За время болгарской службы был награждён русскими орденами св. Анны 1-й степени (1880 г.) и св. Владимира 2-й степени (1881 г.).
В 1882 году оставил болгарскую службу и вернулся в Россию, где был назначен заместителем статс-секретаря великого княжества Финляндского (на этом посту в 1883 году был награждён орденом Белого Орла), с 1888 года — государственный секретарь по делам Финляндии.
В 1891 году вышел в отставку и поселился под Гельсингфорсе, умер в 1913 году.
Его старший брат, Магнус Густавович, также окончил Академию Генерального штаба (в 1849 г.), участвовал в Венгерском походе 1849 года и Крымской войне; за отличие при осаде Силистрии награждён золотым оружием с надписью «За храбрость», будучи подполковником Шлиссельбургского полка был тяжело ранен и в конце 1855 года вышел в отставку.

## Публикации
К. Г. Эрнрот опубликовал несколько статей в военной периодике, среди которых выделяются:
- Заметки о сигналах, горнистах, барабанщиках и музыкантских хорах // «Военный сборник», 1867, № 6
- Об охранении и разведывании на войне // «Военный сборник», 1875, № 7
- Мысли о некоторых усовершенствованиях в строевых уставах и о наставлениях для нашей пехоты. // «Военный сборник», 1876, № 7

Кроме того, в 1886 году в «Русской старине» была опубликована переписка Эрнрота с Леонидом Соболевым о болгарских делах.